# Quai de Montebello
Quai de Montebello (Montebellovo nábřeží) je nábřeží v Paříži. Nachází se na levém břehu řeky Seiny v 5. obvodu.

## Poloha
Nábřeží leží na levém břehu naproti ostrovu Cité s katedrálou Notre-Dame. Začíná na křižovatce s Rue des Grands-Degrés, kde navazuje na Quai de la Tournelle a končí u Rue du Petit-Pont, odkud pokračuje Quai Saint-Michel. Na nábřeží vedou mosty Pont au Double a Petit-Pont.

## Historie
Nábřeží nese jméno generála Jeana Lannese, vévody z Montebello (1769-1809), který padl v bitvě u Aspern.